# Гуарирапа, Сауль
Сау́ль Алеха́ндро Гуарира́па Бриcе́ньо (исп. Saúl Alejandro Guarirapa Briceño; род. 18 октября 2002, Пуэрто-ла-Крус, Ансоатеги) — венесуэльский футболист, нападающий клуба «Сочи».

## Клубная карьера
Родился в городе Пуэрто-ла-Крус. С 2014 года занимался футболом в академии клуба «Депортиво Ансоатеги». В 2017 году перешёл в академию «Каракаса».
18 октября 2019 года дебютировал за основную команду «Каракаса» в Кубке Венесуэлы в матче против клуба «Яракуянос».
17 сентября 2020 года сыграл дебютный матч в кубке Либертадорес против колумбийского клуба «Индепендьенте Медельин».
В составе «Каракаса» стал чемпионом Венесуэлы в сезоне 2019, а также серебряным призёром в сезонах 2021 и 2023.
18 января 2024 года был арендован российским клубом «Сочи». 10 марта 2024 года дебютировал в РПЛ в матче против московского «Локомотива».
30 мая 2024 года «Сочи» выкупил права на игрока и подписал с ним контракт до 2028 года.
12 сентября 2024 года на правах аренды c правом выкупа перешёл в московский ЦСКА. 14 сентября 2024 года в матче чемпионата России против петербургского «Зенита» (0:1) дебютировал за «армейцев», выйдя на замену на 71-й минуте. 16 марта 2025 года в матче чемпионата России против «Акрона» (1:2) забил свой первый гол за ЦСКА, который принес команде победу в игре. Впоследствии забил ещё четыре гола в РПЛ: среди них — победные мячи в матчах с «Краснодаром» (1:0) и московским «Динамо» (3:1), гол в дерби со «Спартаком» (1:2), а также поразил ворота «Локомотива» (2:2). 
По итогам сезона 2024/25 с клубом стал бронзовым призёром чемпионата России. Также стал обладателем Кубка России 2024/25.

## Карьера в сборной
В 2022 году выступал за сборную Венесуэлы (до 20 лет), с которой стал серебряным призёром турнира Мориса Ривелло в розыгрыше 2022.
В 2023 году выступал за сборную Венесуэлы (до 23 лет).
В январе 2025 года был вызван в состав национальной сборной Венесуэлы. 18 января 2025 года в товарищеском матче против сборной США (3:1) он дебютировал за команду, выйдя на замену на 60-й минуте.

## Статистика выступлений
| Выступление      | Выступление      | Выступление      | Лига | Лига | Кубки | Кубки | Международные кубки | Международные кубки | Итого | Итого |
| Клуб             | Лига             | Сезон            | Игры | Голы | Игры  | Голы  | Игры                | Голы                | Игры  | Голы  |
| ---------------- | ---------------- | ---------------- | ---- | ---- | ----- | ----- | ------------------- | ------------------- | ----- | ----- |
| Каракас          | Примера          | 2019             | 0    | 0    | 1     | 0     | 0                   | 0                   | 1     | 0     |
| Каракас          | Примера          | 2020             | 11   | 3    | —     | —     | 6                   | 1                   | 17    | 4     |
| Каракас          | Примера          | 2022             | 15   | 3    | —     | —     | 5                   | 0                   | 20    | 3     |
| Каракас          | Примера          | 2023             | 31   | 9    | —     | —     | 1                   | 0                   | 32    | 9     |
| Каракас          | Итого            | Итого            | 57   | 15   | 1     | 0     | 12                  | 1                   | 70    | 16    |
| → Сочи           | РПЛ              | 2023/24          | 10   | 8    | 1     | 1     | —                   | —                   | 11    | 9     |
| → Сочи           | Итого            | Итого            | 10   | 8    | 1     | 1     | —                   | —                   | 11    | 9     |
| Сочи             | Первая лига      | 2024/25          | 9    | 1    | 0     | 0     | —                   | —                   | 9     | 1     |
| Сочи             | РПЛ              | 2025/26          | 5    | 0    | 0     | 0     | —                   | —                   | 5     | 0     |
| Сочи             | Итого            | Итого            | 14   | 1    | 0     | 0     | —                   | —                   | 14    | 1     |
| → ЦСКА (Москва)  | РПЛ              | 2024/25          | 20   | 5    | 9     | 0     | —                   | —                   | 29    | 5     |
| → ЦСКА (Москва)  | Итого            | Итого            | 20   | 5    | 9     | 0     | —                   | —                   | 29    | 5     |
| Всего за карьеру | Всего за карьеру | Всего за карьеру | 101  | 29   | 11    | 1     | 12                  | 1                   | 124   | 31    |

## Достижения
«Каракас»
- Чемпион Венесуэлы: 2019[англ.]
- Серебряный призёр чемпионата Венесуэлы (2): 2021[англ.], 2023[англ.]
- Итого : 1 трофей

Сборная Венесуэлы (до 20)
- Серебряный призёр турнира Мориса Ривелло: 2022[англ.]

ЦСКА (Москва)
- Бронзовый призёр чемпионата России: 2024/25
- Обладатель Кубка России: 2024/25
- Итого : 1 трофей